# L'Ours et la Lune
L'Ours et la Lune est une pièce de théâtre de Paul Claudel, écrite en 1917 sous forme de farce pour des marionnettes, avec la collaboration de Darius Milhaud pour la musique, et ayant trait aux malheurs de la Première Guerre mondiale. Elle est publiée aux éditions de la NRF en 1919, avec la partition de Milhaud, Trio de L’Ours et de la Lune, reproduite en appendice.
Elle a été créée par Jean-Pierre Laruy en 1960.